# Glandularia peruviana
Glandularia peruviana (margarita punzó) es una planta herbácea, rastrera, con tallos tendidos. Las hojas son  opuestas y enteras. Las flores son de color rojo intenso y se hallan agrupadas en inflorescencias de contorno circular en el extremo de los tallos, que se alargan considerablemente a la madurez. Los frutos son pequeños, secos, y se desarticulan en cuatro partes a la madurez, cada una de las cuales lleva una semilla. Es una especie originaria de Sudamérica, crece en pastizales y a los costados de los caminos, en suelos ricos.